# Акарий
Акарий (лат. Acarius; умер 27 ноября 639 или 640) — святой, епископ Нуайона и Турне (ранее 627—639/640). День памяти — 27 ноября.
Святой Акарий был епископом в епархии Нуайона и Доорника (Турне), располагавшейся на территориях современных Франции и Бельгии. Около 594 года он учился у святого Колумбана.
День избрания Акария на епископскую кафедру неизвестен: впервые в исторических источниках он упоминается как епископ в 627 году. Он был горячим последователем святого Аманда, но, несмотря на своё влияние, он не смог воспрепятствовать изгнанию последнего королём франков Дагобертом I.
Акарий скончался в 639 или 640 году. Его преемником в епархии Нуайон-Турне стал святой Элигий.

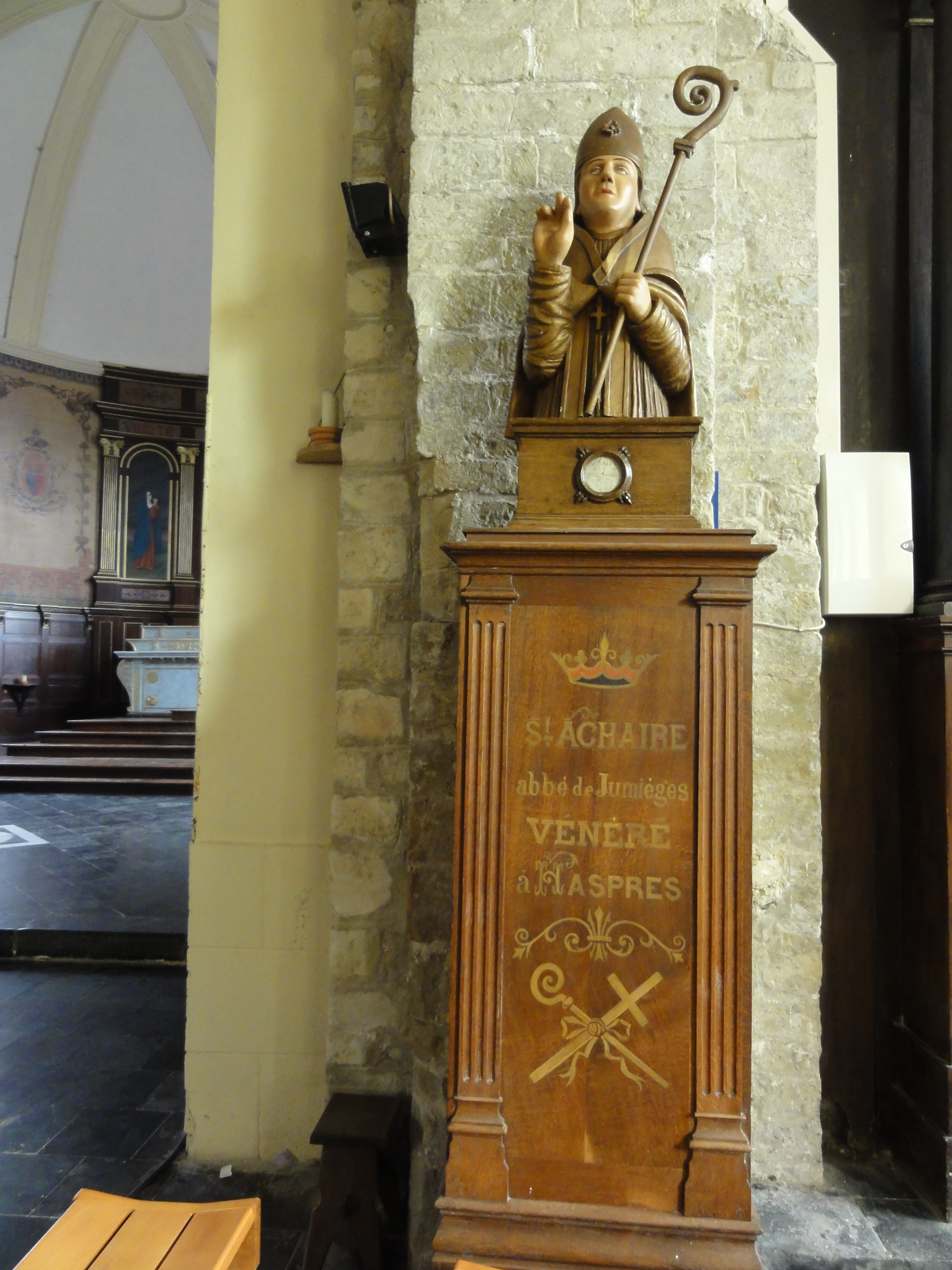
Бюст святого Акария в церкви в Аспре[англ.]
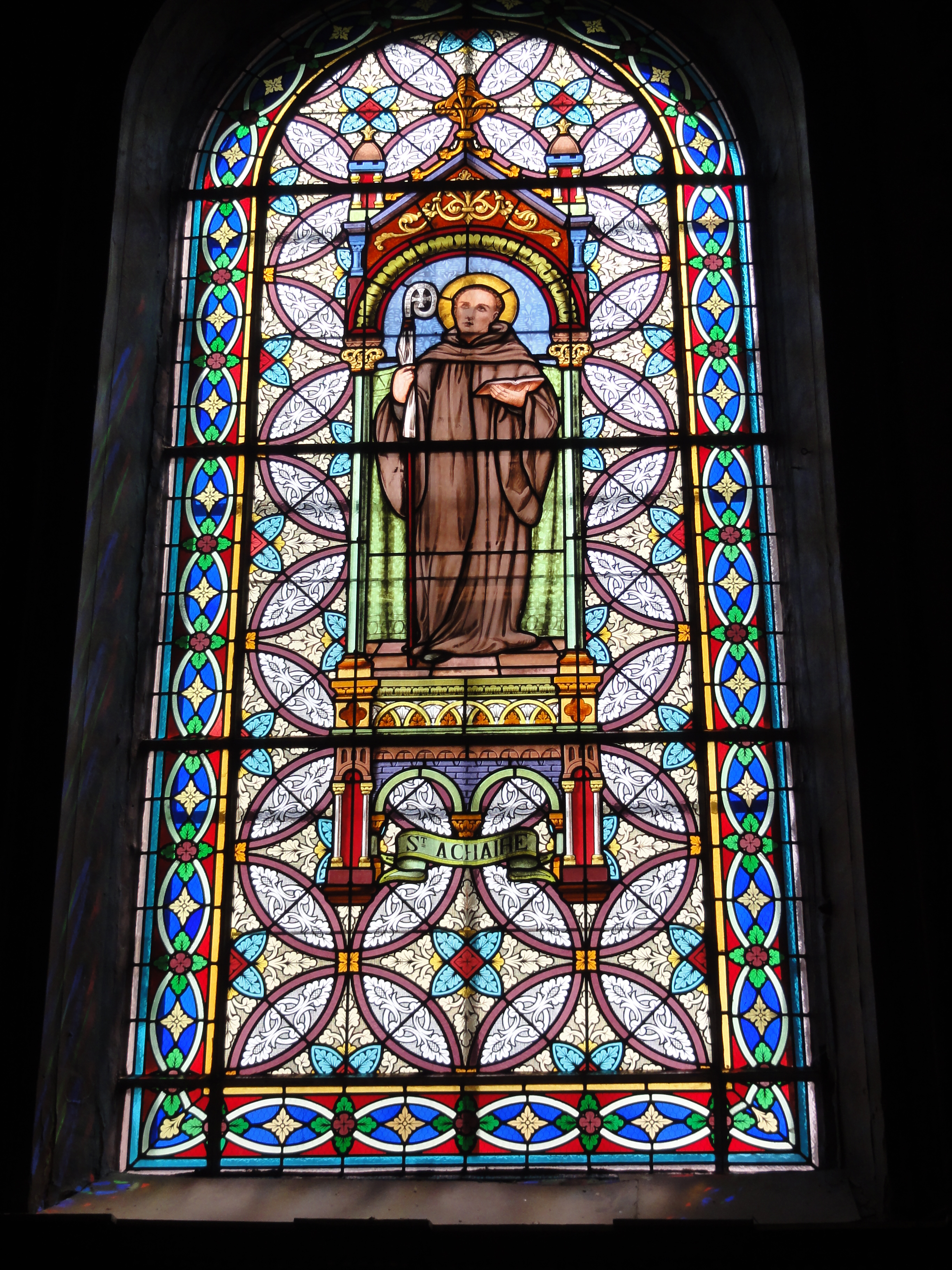
Витраж с изображением святого Акария в церкви в Аспре